# پوکارا (لاری)
پوکارا (به اسپانیایی: Pucara) یک کوه در پرو است که در Peru, Arequipa Region, Caylloma Province واقع شده‌است. پوکارا ۵٬۰۰۰ متر بالاتر از سطح دریا واقع شده‌است.